# Lac-Moselle
Lac-Moselle est un territoire non organisé situé dans la municipalité régionale de comté de La Vallée-de-la-Gatineau, dans la région administrative de l'Outaouais, au Québec.

## Géographie
Il couvre une superficie de 1 153,80 km2.

## Histoire
Son nom a été officialisé le 13 mars 1986.